# 孫棨 (唐朝)
孙棨（？—？），字文威，自號無為。唐朝官员。

## 生平
约唐昭宗時期人物。至長安赴考，屢試不中，歷官侍御史、中书舍人。又曾擔任翰林学士。郑谷有《寄台院孙端公棨》诗。好遊北里（平康里）青樓，著有《北里志》一卷。